# Jeri-Show
Jeri-Show fue un tag team de la promoción de lucha libre profesional WWE. Formado por los luchadores Chris Jericho y Big Show. El dúo hizo su debut en julio de 2009 en Night of Champions, donde Jericho poseía una mitad del Campeonato Unificado en Parejas de la WWE. En ese entonces, su compañero Edge se había lesionado, por lo que Jericho nombró a Big Show como su nuevo compañero, creando un nuevo reinado al vencer a The Legacy.

## Carrera
En The Bash, Jericho y su compañero Edge ganaron el Campeonato Unificado en Parejas (el cual consiste en el World Tag Team Championship y el WWE Tag Team Championship) al incluirse ambos sorpresivamente a la lucha titular. En menos de un mes, Edge sufriría una lesión en el talón de Aquiles, el cual lo dejaría fuera del ring por un tiempo. Sin embargo, Jericho comenzaría a burlarse de él llamándolo débil, además de confirmar que anunciaría a un nuevo compañero.
En Night of Champions, Jericho reveló que su nuevo compañero sería el Big Show, donde derrotaron a The Legacy y retuvieron sus títulos. Como campeones unificados, podían aparecer en ambos programas, Raw y SmackDown. Puesto que ningún luchador debe aparecer en el otro, y solo se puede si uno de ellos posee el título de la otra banda, Jericho pertenecía a SmackDown y Show a Raw. Luego iniciaron un feudo con los Cryme Tyme derrotándolos en SummerSlam. Luego en Breaking Point derrotaron a MVP y Mark Henry. En Hell in a Cell derrotaron a Batista y Rey Mysterio, donde Show cubrió a Rey después de un K.O. Punch en medio del aire.
El 5 de octubre de 2009, Jeri-Show inició un feudo con Shawn Michaels y Triple H de D-Generation X, seguido de una derrota no titular esa misma noche en Raw. En Bragging Rights, Jericho fue cocapitán del equipo SmackDown, mientras que Big Show fue miembro del equipo de Raw capitaneado por D-Generation X. En aquel evento, Show traicionó a su equipo otorgándole a Jericho el triunfo. Luego, Show se excusaría con que él necesitaba una oportunidad por el campeonato Mundial del Undertaker. Al igual que Show, Jericho se sumaría a la lucha por el título. En Survivor Series, Jericho y Show se atacarían mutuamente, pero finalmente el Undertaker lograría retener el título.
Posteriormente, Jeri-Show continuaría su feudo con D-Generation X, culminando en TLC: Tables, Ladders & Chairs. Donde el reinado de 140 días llegaría a su fin, al perder los títulos con DX en un Tables, Ladders & Chairs Match. El 14 de diciembre de 2009, Jeri-Show ganaría el Slammy Award como mejor Equipo del Año. Esa misma noche, Jeri-Show usó su cláusula de revancha por los campeonatos, pero en la lucha DX se descalificó intencionalmente. Como Jericho pertenecía a Smackdown y Show a Raw. Jericho no podía aparecer en los programas de Raw, por lo que DX propuso una lucha en la cual si perdía Jericho, este sería expulsado de Raw. Jericho no logró ganar la lucha por lo que Jeri-Show se disolvió.
Luego de la separación, Jericho participaría en el Royal Rumble 2010. Donde Edge haría su regreso entrando con el número #29, Edge eliminaría a Jericho para luego eliminar a unos cuantos y ganar el evento. Posteriormente, Jericho ganaría el World Heavyweight Championship enfrentándose a Edge en WrestleMania. Por otro lado Show se unió a The Miz, creando ShoMiz, conquistando nuevamente el Campeonato Unificado en Parejas de manos de DX.
Luego de 4 años de separación, el 5 de septiembre en SmackDown, Jeri-Show tuvo una noche de reunión. Donde compitieron en un combate de 5 contra 5, donde se encontraban ellos mismos, John Cena, Mark Henry y Roman Reigns contra Kane, Seth Rollins y The Wyatt Family. El combate lo ganó el equipo de Jeri-Show, luego de que la Familia Wyatt, interrumpiera un STF de Cena en Rollins, y que estos continuaran el asalto a Cena.

## En lucha
- Apodos
  - "Y2J" (Jericho)
  - "The Best in the World at what he does" (Jericho)
  - "The First Undisputed Champion" (Jericho)
  - "The (500-pound) Giant" (Big Show)
  - "The World's Largest Athlete" (Big Show)
- Música de entrada
  - "Crank the Walls Down" de Maylene and the Sons of Disaster

## Campeonatos y logros
- World Wrestling Entertainment
  - World Tag Team Championship (1 vez)
  - WWE Tag Team Championship (1 vez)
  - Slammy Award por el Equipo del Año (2009)